# Bogdanka, Zachodniopomorskie
Bogdanka [bɔɡˈdanka] là một làng thuộc gmina Drawno, huyện Choszczno, tỉnh Zachodniopomorskie, phía tây bắc Ba Lan. Bogdanka cách Drawno khoảng 12 kilômét (7 mi) về phía đông nam, cách Choszczno khoảng 32 km (20 mi) về phía đông và cách thủ phủ của Zachodniopomorskie là Szczecin khoảng 92 km (57 mi) về phía đông.